# 玛丽埃斯特 (佛罗里达州)
玛丽埃斯特（英語：Mary Esther），是美国佛罗里达州奧卡魯沙縣下属的一座城市。建立于1946年。面积约为4平方公里（约合1.5平方英里）。根据2010年美国人口普查，该市有人口3,851人。论人口在本州排行第232。